# Ostermayr
Ostermayr ist ein deutscher Familienname.

## Herkunft und Bedeutung
Ostermayr ist eine Variante des Familiennamens Meier.

## Varianten
- Ostermaier, Ostermair, Ostermayer, Ostermeier, Ostermeyer

## Namensträger
- Franz Ostermayr (1876–1956), deutscher Filmregisseur, siehe Franz Osten
- Ottmar Ostermayr (1886–1958), deutscher Filmproduktionsleiter, Kameramann und Regisseur
- Peter Ostermayr (1882–1967), deutscher Filmproduzent